# Сент Томас (Девичанска острва)
Сент Томас (енгл. Saint Thomas) је острво на Америчким Девичанским Острвима које припада САД. Површина острва износи 81 km². На Сент Томасу се налази главни град територије, Шарлота Амалија. Према попису из 2000. на острву је живело 51181 становника.
Верује се да је острво било насељено већ 1500. година п. н. е., а било је више таласа колонизације. Кристифор Колумбо је открио ово острво 1493. Убрзо затим, пирати су се населили на острво и користили га као базу. Најпознатији морски разбојници који су посетили Сент Томас били су Црнобради и Плавобради. 
Данци су заузели острво 1666. На острву се гајила шећерна трска, а на плантажама су радили афрички робови. 
САД су купиле Данска Девичанска Острва 1917, за 25 милиона долара, у намери да се заштите од напада немачких подморница. Сент Томас је био војна база у Другом светском рату. 
Данас је туризам главна привредна делатност.